# 贾盛强
贾盛强（1989年2月22日—），汉族，中國大陆歌手，毕业于於乐山师范学院，2013年参加湖南卫视《快乐男声》获得广州季军、全国第九名。在快乐男声比赛中演唱原创歌曲《平方根》、《姐姐》、《唯思葵花》、《巴了吧爸爸》、《陌上春草》而走红，从而踏入演艺圈。

## 主要经历
- 1989年，出生于四川省南充市南部县一个普通农民家庭；
- 2008年，毕业于四川省南部县第三中学，同年考入乐山师范学院音乐系大专班（2011年毕业）；
- 2010年，用原名贾子胥参加湖南卫视《2010快乐男声》晋级重庆赛区8强，未进全国300强突围赛[1]；
- 2012年，在广州打工，在商场的女鞋店当售货员[2]；
- 2013年，参加湖南卫视《快乐男声》获得广州季军、全国第九名[3]，签约天娱传媒成为专业歌手，并发行首支单曲《姐姐》[4]收录于快乐男声《追梦敢不敢》合辑中，并在长沙、北京、西安、长春、上海等城市举办的“快乐男声”签唱会[5]，人气爆满[6]。

## 音乐作品

### 单曲
未收录在其专辑里已发行的单曲
| 發行日期   | 歌曲名稱   | 所屬專輯、备注             |
| ---------- | ---------- | -------------------------- |
| 2013-08-09 | 追梦赤子心 | 2013快乐男声主题曲         |
| 2013-09-11 | 姐姐       | 收录于2013快乐男声十强合辑 |